# Зачинені двері
«Зачинені двері» — український документальний фільм режисера Віталія Загоруйка.

## Опис
«Служба безпеки ОУН. Зачинені двері» режисера Віталія Загоруйка — перша документальна стрічка про один із найбільш професійних та засекречених підрозділів Організації українських націоналістів. СБ залишила про себе мало інформації, зате багато чуток та пліток, стараннями простих людей та ворогів перетворених на жахливі та таємничі історії.
Багато документів, які свідчили про її діяльність, зникли в спецархівах, інші були знищені співробітниками СБ в останні хвилини свого життя. Ще донедавна дисертації на цю тему були засекречені. Проте інтерес до неї ― безсумнівний.

## Подробиці
- Автор сценарію та режисер-постановник — донеччанин Віталій Загоруйко, автор декількох десятків документальних фільмів та телевізійних передач. У фільмі представлені унікальні інтерв'ю колишнього співробітника СБ, зв'язкової УПА, та особистого охоронця Романа Шухевича.
- Консультативну підтримку надали Центр досліджень визвольного руху та Галузевий державний архів СБУ. У зйомках фільму взяли участь близько 70 членів товариства «Пам'ять», залучалася авто- та бронетехніка, активно використовувалися піротехнічні ефекти.
- Зйомки відбувалися в Національному музеї-меморіалі жертв окупаційних режимів «Тюрма на Лонцького», музеї-садибі Устияновичів (село Вовків), інших місцях Львова та Львівської області.